# Gentiana froelichii
Gentiana froelichii är en gentianaväxtart. Gentiana froelichii ingår i släktet gentianor, och familjen gentianaväxter.

## Underarter
Arten delas in i följande underarter:
- G. f. froelichii
- G. f. zenariae